# Troebelheid

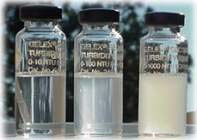

De troebelheid of turbiditeit van een vloeistof, is de mate waarin kleine deeltjes in die vloeistof het licht dat erdoor valt verstrooien, zodat die vloeistof ondoorzichtig wordt. Troebelheid is daarmee het omgekeerde van helderheid. Suspensies en emulsies kunnen troebel zijn.
Troebelheid wordt meestal beïnvloed door onopgeloste zwevende deeltjes die te klein zijn om waar te worden genomen zonder vergroting, maar wel variëren in deeltjesdiameter. Ditzelfde geldt ook voor rook in de lucht, die eveneens bestaat uit zwevende deeltjes, maar dan in een gasmengsel.
Wanneer de grootte of eigenlijk dichtheid van de deeltjes, groter is dan die van water zullen ze uiteindelijk naar de bodem zinken, wanneer de vloeistof een bepaalde tijd ergens stil staat. Als de dichtheid van de deeltjes nagenoeg gelijk is aan de dichtheid van de vloeistof zelf, of de deeltjes zijn coloïdaal dan blijven de deeltjes ergens in de vloeistof zweven.
De eenheid waarin de troebelheid wordt uitgedrukt is de Nephelometric Turbidity Unit (NTU) of Jackson Turbidity Unit (JTU). De troebelheid kan ook gemeten worden in absorptie-eenheden.
Bij celkweekexperimenten is de troebelheid een maat voor de concentratie van cellen. Bij deze experimenten wordt vaak gebruikgemaakt van de OD600, waarbij OD staat voor optische dichtheid (eigenlijk identiek aan de absorptie; niet te verwarren met optische dichtheid als synoniem voor brekingsindex) en 600 voor 600 nanometer, de golflengte waarbij doorgaans wordt gemeten. Andere golflengtes kunnen ook gebruikt worden.